# Binebæk (vandløb)
Binebæk (dansk) eller Bienebek (tysk) er et mindre vandløb i Siseby Sogn på halvøen Svansø i det østlige Sydslesvig i den nordtyske delstat Slesvig-Holsten. Åen har en samlet længde på 4,7 km. Den udspringer et sted syd for Stavn (Staun), passerer Helle, Sønsby (Sensby) og Binebæk gods, inden den munder ud i Slien.
Binebækken er første gang nævnt 1436. Forleddet er uvis. Vandløbet har samme navn som godset og en forsvundet landsby nordøst for Siseby.